# Radonia (województwo śląskie)
Radonia (niem. Radun) – wieś sołecka w Polsce, położona w województwie śląskim, w powiecie gliwickim, w gminie Wielowieś.
W latach 1975–1998 wieś położona była w województwie katowickim.
Według Narodowego Spisu Powszechnego Ludności i Mieszkań z 2021 roku liczba ludności we wsi Radonia to 406 z czego 54,7% mieszkańców stanowią kobiety, a 45,3% ludności to mężczyźni.